# ناحیه گراندیل، میشیگان
ناحیه گراندیل (به انگلیسی: Greendale Township) یک منطقهٔ مسکونی در ایالات متحده آمریکا است که در شهرستان دانیلز، میشیگان واقع شده‌است.
 ناحیه گراندیل ۹۳٫۵ کیلومتر مربع مساحت و ۱٬۷۸۸ نفر جمعیت دارد و ۲۰۵ متر بالاتر از سطح دریا واقع شده‌است.